# Эногастрономия

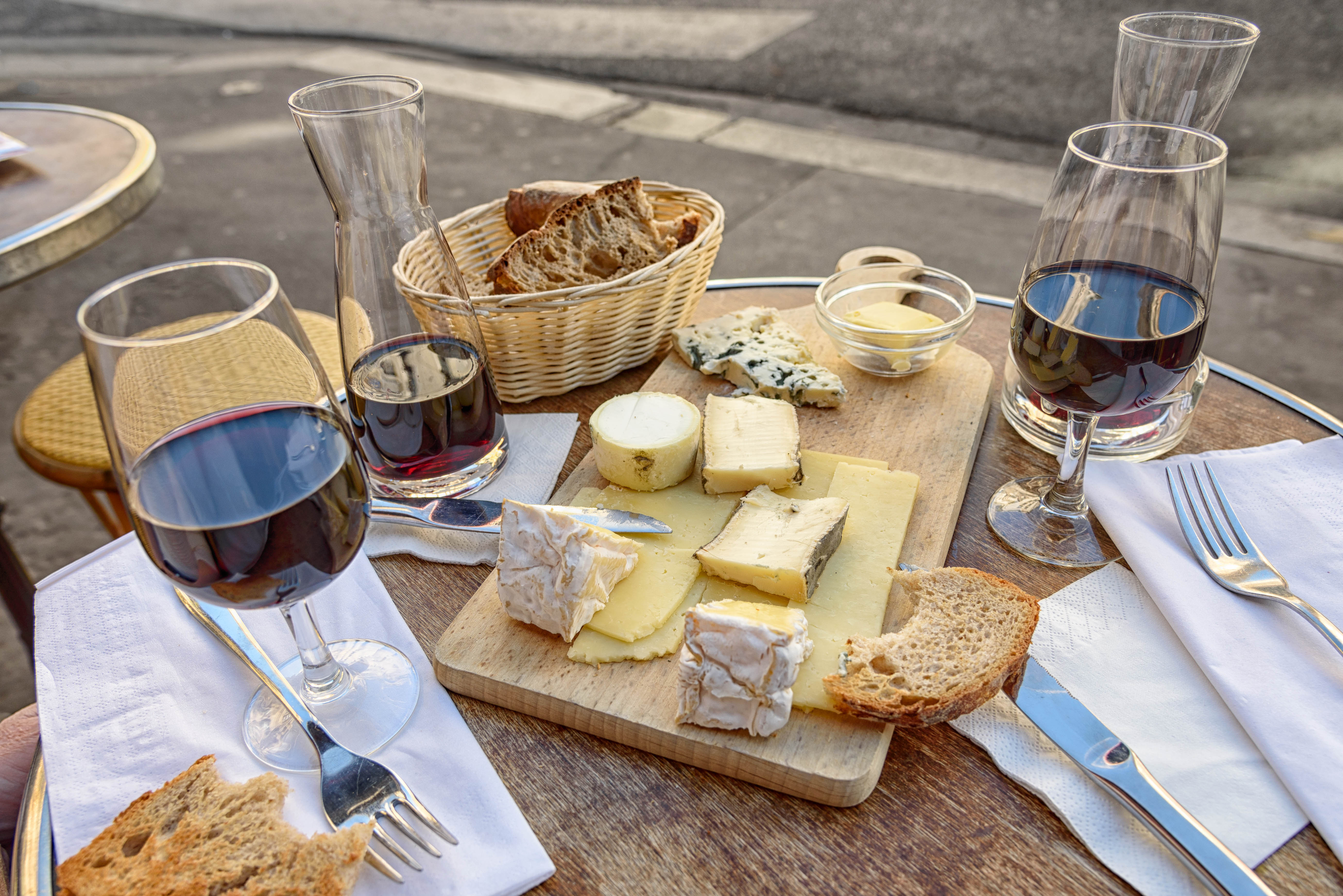
Сыр, вино и хлеб в парижском кафе

Эногастрономия (от др.-греч. οἶνος  — «вино», и др.-греч. γαστήρ — «желудок» и νομός — «закон, обычай») – правила сочетания вина и пищи, когда они подчеркивают преимущества друг друга или создают дополнительную гамму вкуса и аромата.
Один из первых сводов правил сочетания блюд и вин заложили французские повара Мари Антуан Карем, ЖанАнтельм Брилья-Саварен, Жорж Огюст Эскофье. Для идеально подобранной пары вина и блюда во французском языке даже существует термин «марьяж».

## Принципы эногастрономии
Существует множество принципов сочетания блюд и вина. Например, важно, чтобы блюдо и вино находились в гармонии друг с другом и ни один из этой пары не должен ярко доминировать. Идеальной комбинацией вина и блюда можно назвать такую, которая обеспечивает максимальное раскрытие того и другого.
Сомелье также выделяют два таких принципа эногастрономии, как гомологический и комплиментарный. В первом случае подают подобное с подобным: к блюду подают вино, в котором присутствуют нотки вкуса этого блюда. Во втором – вином дополняют вкус блюда до идеального, что считается более сложной задачей.
Существуют принципы вертикального и горизонтального сочетания блюд и вин. При вертикальном принципе вино подбирается отдельно к каждому блюду в меню. Горизонтальный принцип гораздо сложнее и предполагает подбор блюда к трапезе (обеду или ужину) в целом.

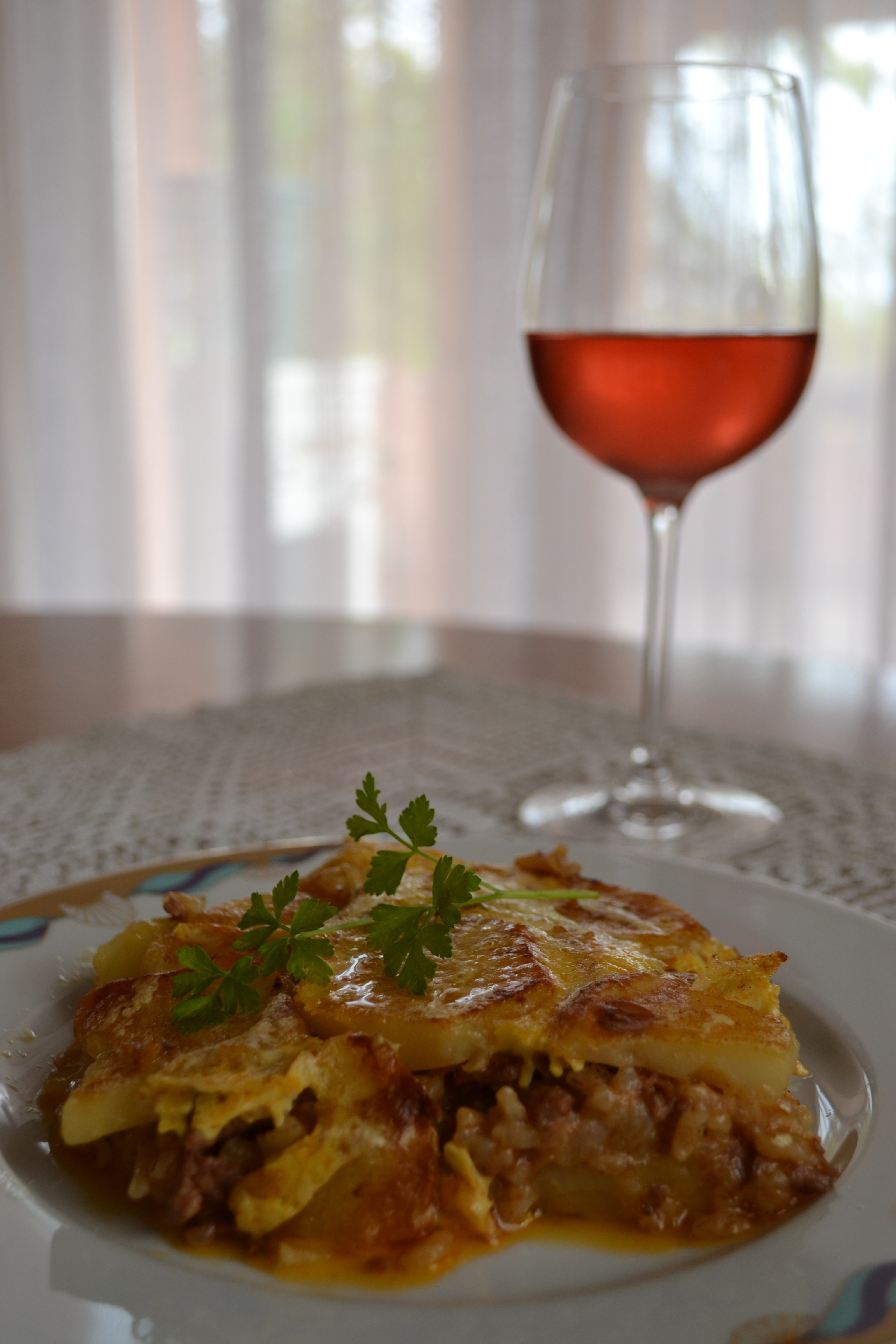
Мусака с розовым вином

### Принцип терруарности
Самый простой и надежный способ сочетать вино и еду – выбирать вино в соответствии с регионом происхождения блюда.

### Принцип тяжести и насыщенности
Блюдо и вино должны соответствовать друг другу по тяжести и насыщенности. Согласно этому принципу к рыбе подают нежные и деликатные сорта вин. Тяжелая и плотная пища будет лучше раскрывать вкус с полнотелыми винами.

### Принцип контрастности вина и блюда
Простые блюда лучше сочетаются с простыми винами. Изысканные блюда нуждаются в статусных винах. Иногда сложные вина лучше дегустировать соло, для того чтобы почувствовать лучше вкус вина.

### Принцип кислотности и таннинов
Чем больше содержание танинов в вине, что придает терпкий вкус, тем насыщеннее белками должна быть пища. Вина, с высокой степенью кислотности, будут лучше подходить к блюдам, имеющим кислые нотки, жирным и соленым блюдам.

### Принцип цвета
Предусматривает подачу белых вин к светлому мясу и сыру, а красного – к темному мясу. Но в настоящее время более определяющим фактором является не цвет мяса, а его жирность и способ приготовления. Спиртовая крепость и концентрация ароматов вин должны отвечать вкусу блюд: к нежным блюдам подают тонкие вина, а обильная и плотная пища требует более сильных вин.

### Принцип сладости
Сладкие вина следует подавать со сладостями и десертами. Сладкий вкус покрывает все другие вкусы, поэтому было бы неуместно подавать сухое вино, вкус которого в сочетании с десертом не будет ощущаться.

### Принцип сочетания вина и соуса
- к сливочным соусам подходит насыщенное вино, как шардоне;
- к ягодным соусам - пино нуар, санджовезе;
- к соусам песто, или на основе томатов будут подходить легкие, белые сухие вина [4].

Если вино используется в приготовлении блюда (в соусе или маринаде), то его же рекомендуется подавать к столу к данному блюду. Исключения допускаются, если предполагается подать к столу дорогие или старые вина, тогда их заменяют менее дорогими образцами.